# Frances Benjamin Johnston
Frances Benjamin Johnston, nota anche col nomignolo di Fannie Johnston (Grafton, 15 gennaio 1864 – New Orleans, 16 maggio 1952), è stata una fotografa e fotoreporter statunitense.
Fu tra le prime a svolgere tale ruolo in America e la cui carriera durò per quasi mezzo secolo. Famosa per i suoi ritratti, per le fotografie che raffigurano l'architettura degli Stati Uniti meridionali e per i libri fotografici sugli afroamericani e i nativi americani all'inizio del XX secolo, ma è nota anche per le battaglie a favore dell'emancipazione femminile

## Biografia
Figlia di Anderson Dolophon, un contabile del Dipartimento del Tesoro, e di Frances Antoinette Benjamin, giornalista a Washington, studiò pittura e arte all'Académie Julian di Parigi dopo il 1883. Rientrò a Washington nel 1885, continuando gli studi presso l'Art Students League of New York e nello stesso periodo decise di dedicarsi al giornalismo pubblicando articoli presso una rivista della stessa città fino al 1887.
Un amico di famiglia, George Eastman le regalò la sua prima macchina fotografica, una Kodak, che le aprì un vero e proprio universo creativo. Per avere una formazione fotografica e adeguate tecniche di laboratorio si rivolse a Thomas William Smillie che in quel periodo era direttore della fotografia allo Smithsonian Institution.
Sua madre era stata corrispondente del Congresso degli Stati Uniti per il quotidiano The Baltimore Sun, in questo modo anche Johnston ebbe modo di consolidare i suoi contatti con la scena politica della Casa Bianca, divenendone la fotografa ufficiale nel corso del mandati presidenziali di Benjamin Harrison, Grover Cleveland, William McKinley, Theodore Roosevelt e William Howard Taft. Per vari anni lavorò come fotoreporter per l'agenzia di stampa "Bain News Service" che però non riportando i nomi dei fotografi sono sconosciute quelle realizzate da Fannie. Nel corso degli anni trascorsi nei dintorni alla Casa Bianca ebbe modo di fotografare anche molti personaggi di spicco della scena letteraria, scientifica e culturale americana, tra cui Mark Twain, Alexander Graham Bell, Andrew Carnegie, Jane Cowl e la suffragetta Susan B. Anthony di cui apprezzò molto l'opera di emancipazione femminile nel corso del XIX secolo.

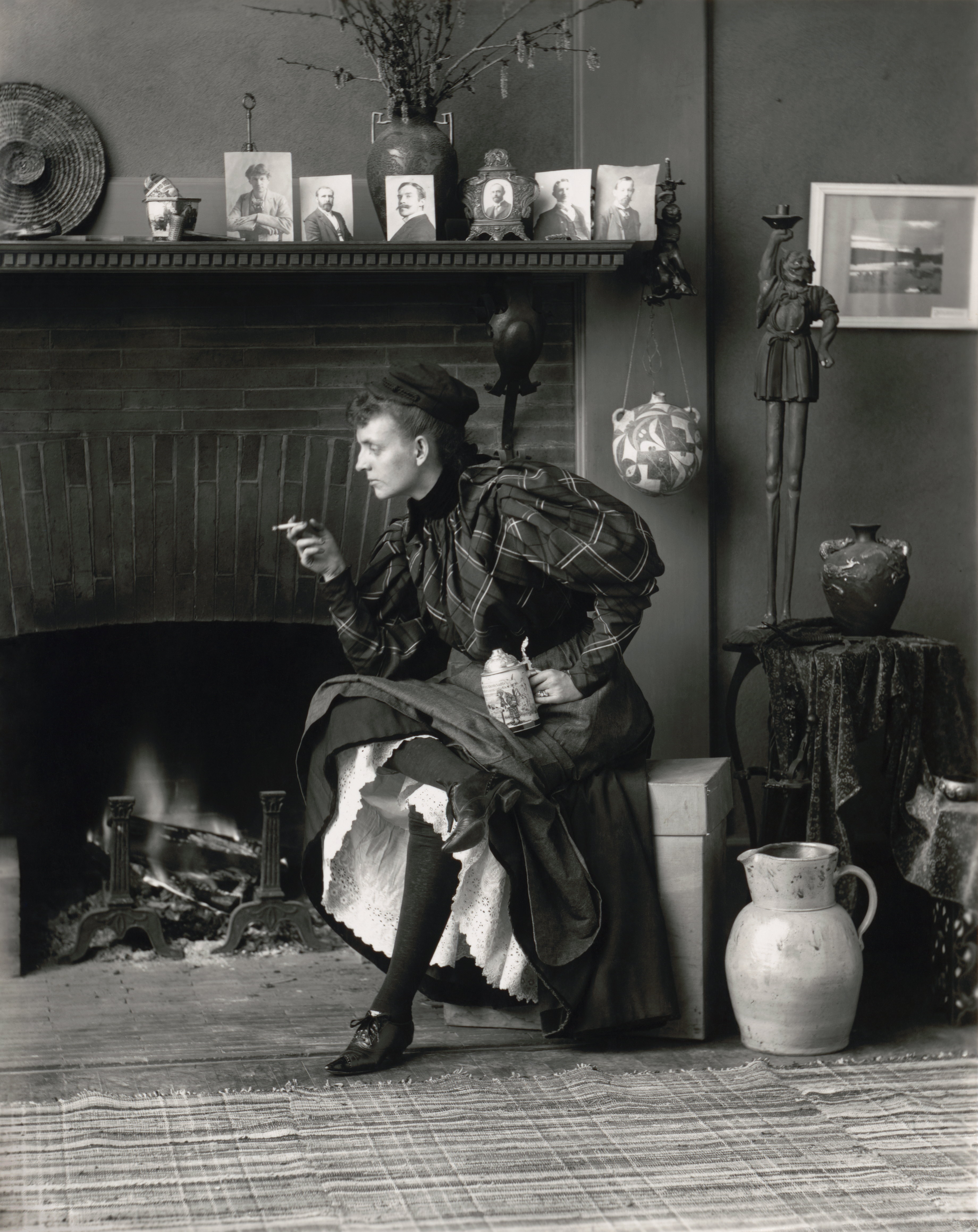
Autoritratto (come "Nuova Donna"), 1896

Probabilmente l'opera più famosa e controcorrente della fotografa americana fu il proprio autoritratto che riassunse il suo temperamento: scelse di ritrarsi di profilo con quei gonfi e goffi abiti vittoriani, i capelli raccolti, sigaretta e boccale di birra in mano. In una scena ambientata, lo sguardo assorto, le gambe incrociate, come in segno di sfida verso le convenzioni dell'epoca. La foto era del 1896, l'anno seguente pubblicò su uno dei giornali più letti dalle donne d'America, il Ladies' Home Journal, l'articolo What a Woman Can Do with a camera (Cosa può fare una donna con una macchina fotografica), esortando le donne a considerare la fotografia come una possibile scelta di fare carriera nella vita.
Venne incaricata, assieme a Zaida Ben-Yusuf di organizzare una mostra al femminile, intitolata American Women Photographers, cui presero parte 29 fotografe, per l'Esposizione di Parigi del 1900 dove riscosse un grande successo, tanto che la rassegna venne esportata successivamente a San Pietroburgo, Mosca per tornare al Photo Club di Parigi nel 1901. In seguito, nel 1901 e nel 1902, Johnston scrisse una serie di articoli sulle fotografe presenti alla mostra per il Ladies' Home Journal.

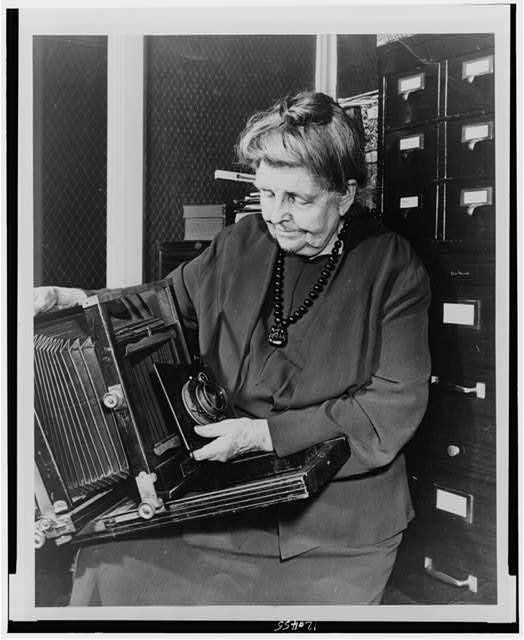
Frances Benjamin Johnston con una fotocamera a soffietto, 1940-1952

Un altro degli argomenti sociali che Fannie seguì con particolare interesse, anche se per scopi di marketing, fu quello dell'integrazione degli afroamericani e dei nativi. Aveva realizzato una serie di immagini sul sistema scolastico a Washington ed in particolare alla Hampton Normal and Agricultural Institute della Virginia, un istituto specializzato proprio per i neri ed i nativi onde indirizzarli ai lavori professionali. La serie, denominata Hampton Album vinse una medaglia d'oro all'Esposizione di Parigi del 1900. Queste fotografie educative della scuola, spesso accostate a quelle di famiglie nere disagiate e povere della campagna della Virginia, intendevano mettere in evidenza i vantaggi dell'istruzione dell'istituto. Nel 1904, Johnston divenne membro associato del gruppo Photo-Secession di Alfred Stieglitz, nato per promuovere la fotografia come arte.
Negli anni Venti gli interessi di Johnston si spostarono verso la fotografia di architettura. New York cambiava velocemente la propria fisionomia sotto la pressione dello sviluppo economico e sociale, la fotografa documentava edifici, giardini e interni che stavano andando in rovina oppure erano in procinto di venire bonificati, riutilizzati con un nuovo profilo o distrutti per sempre. Questo suo interesse si amplificò fino a comprendere anche gli edifici e ciò che rimaneva dell'epoca coloniale degli Stati dell'Unione. Nel 1933 fu incaricata dalla Biblioteca del Congresso di fotografare le architetture cosiddette "primitive" della Virginia, cosa che fece e che donò alla Biblioteca. Due anni dopo progettò la catalogazione fotografica delle stesse architetture del periodo coloniale della Virginia, progetto che avrebbe dovuto realizzare in un anno di tempo ma che durò ben otto anni, visitando 95 contee.
Le sue collezioni sono state acquisite dal Metropolitan Museum of Art, dal Museo di belle arti della Virginia e dal Baltimore Museum of Art.
Nel 1940 acquistò una casa in stile neogreco del 1835 nel quartiere francese di New Orleans dove vi rimase fino alla sua morte nel 1952 dove è stata apposta una targa che ricorda la fotografa. Malgrado l'importanza del personaggio, il New York Times non pubblicò il necrologio alla sua morte.

## Galleria d'immagini

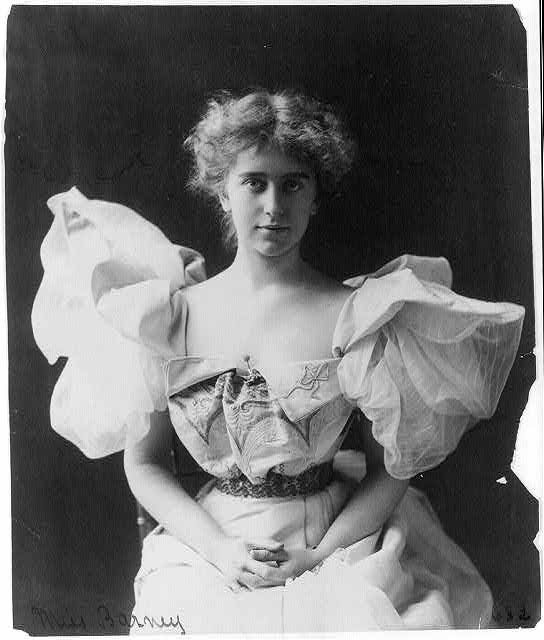
la scrittrice Natalie Clifford Barney, 1890-1910
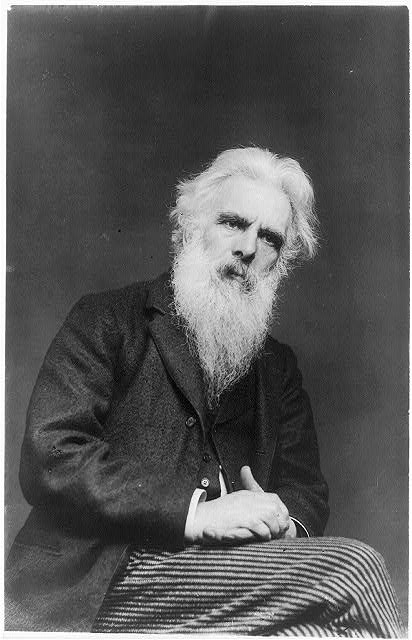
il fotografo Eadweard Muybridge, 1890-1910
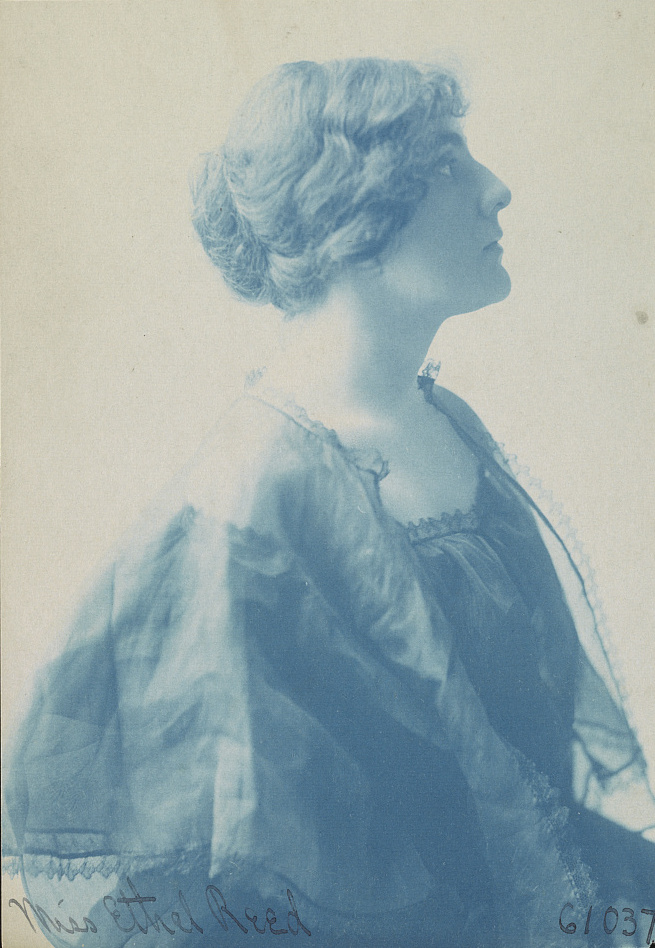
l'artista grafica Ethel Reed, 1890-1910
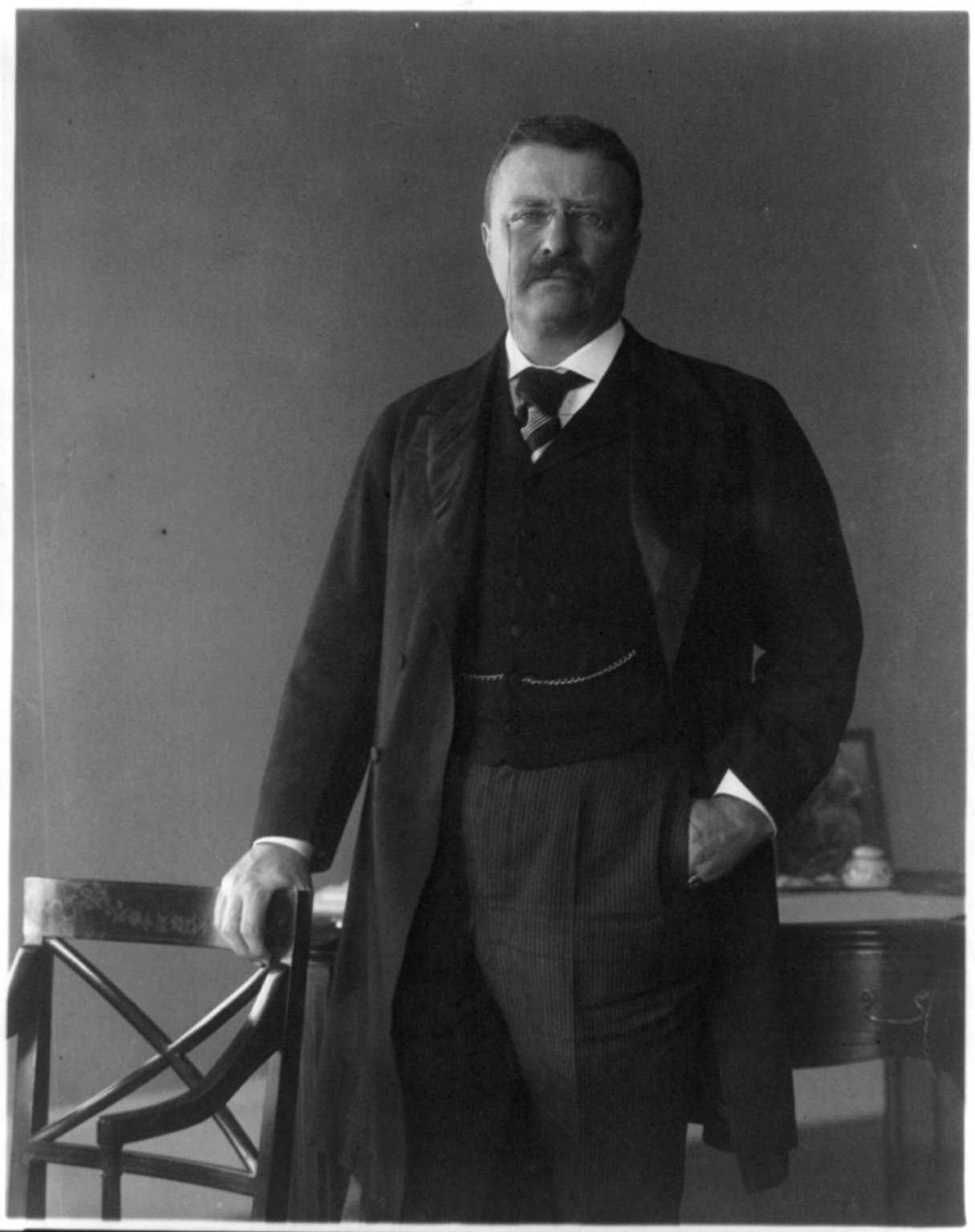
il presidente Theodore Roosevelt, 1902
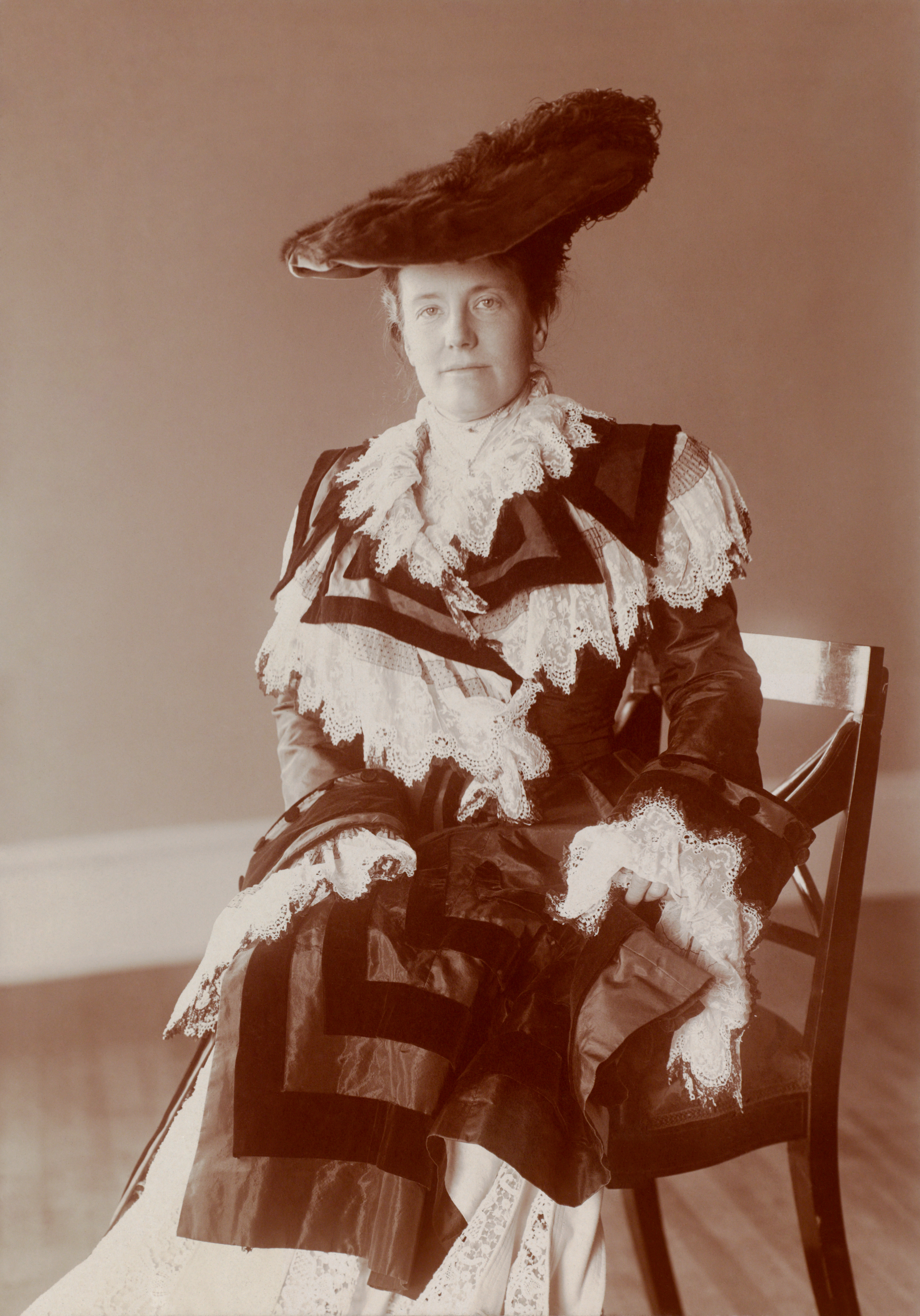
la first lady Edith Roosevelt, 1903
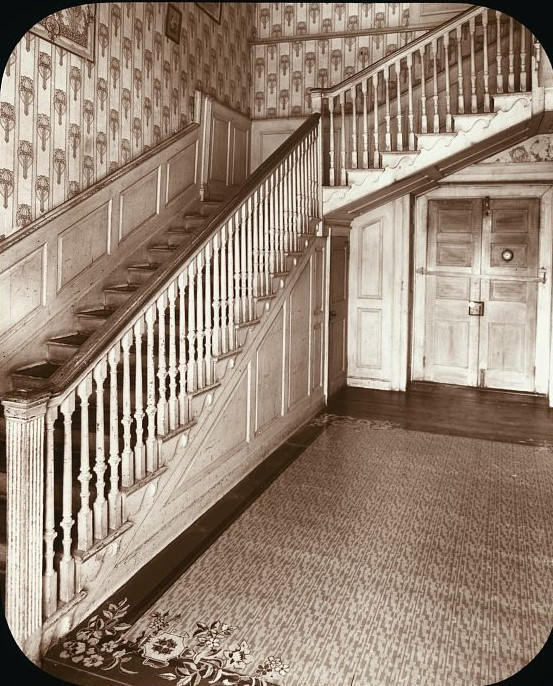
Harewood, vicino a Charles Town, Virginia, 1938-39